# Friedhold Fleischhauer
Friedhold Fleischhauer (* 24. Juli 1834 in Weimar; † 12. Dezember 1896 in Meiningen) war ein deutscher Violinist und Konzertmeister.

## Leben
Zur Herkunft von Friedhold Fleischhauer liegen keine Erkenntnisse vor; er war verheiratet und hatte mehrere Kinder.
Er war ein Schüler von Joseph Joachim und wurde 1857 an den Hof des Großherzogs Carl Alexander von Sachsen-Weimar-Eisenach zur Hofkapelle nach Weimar und am 15. Dezember 1864, als Nachfolger des Konzertmeisters Carl Müller (1797–1873), an die Meininger Hofkapelle berufen; zur gleichen Zeit erfolgte die Berufung des Violoncellisten Leopold Grützmacher.
1863 trat er unter anderem in Aachen auf und 1878 spielte er gemeinsam mit Clara Schumann im Gießener Konzertverein.
Er wurde gelegentlich als Violinist und Konzertmeister von Richard Wagner nach Bayreuth eingeladen, dieser suchte sich auch das Stammpersonal seines Bayreuther Festspielorchesters unter den „Meiningern“.

## Mitgliedschaften
- Friedhold Fleischhauer war Mitglied der Freimaurer und gehörte der Loge Charlotte zu den drei Nelken in Meiningen an[7].
- Er gehörte dem 1832 von Ludwig Bechstein gegründetem Hennebergischen Altertumsforschenden Verein[8] an[9].

## Ehrungen und Auszeichnungen
- Friedhold Fleischhauer wurde 1872 vom Herzog die Goldmedaille des Herzoglich Sachsen-Ernestinischer Hausorden verliehen[10].
- 1876 verlieh ihm der bayerische König Ludwig II. die königliche Ludwigsmedaille, in der Abteilung A für Wissenschaft und Kunst[11].